# Noc bez światła
Noc bez światła (tyt. oryg. Një natë pa dritë) – albański film fabularny z roku 1981 w reżyserii Gëzima Erebary.

## Opis fabuły
Akcja filmu rozgrywa się w środowisku literatów Szkodry w latach 30. XX w. W tym otoczeniu dojrzewa Millosh Gjergj Nikolla, znany potem jako Migjeni, który pracuje jako nauczyciel w szkołach wiejskich, dostrzegając, że coraz mniej dzieci z biednych rodzin kontynuuje naukę w szkole. Obserwując rozgrywające się wokół wydarzenia zaczyna pisać utwory krytykujące rzeczywistość społeczno-polityczną. Inspektor dokonujacy wizytacji w szkole oskarża Migjeniego o rozpowszechnianie wśród uczniów idei bolszewizmu. Problemy życia codziennego nie pozostają bez wpływu na stan zdrowia nauczyciela, który umiera na gruźlicę w wieku 27 lat.
Premiera filmu odbyła się 1 marca 1982 w Szkodrze.

## Obsada
- Vangjel Toçe jako Migjeni
- Alfred Bualoti jako Spiro
- Brunhilda Borova jako góralka
- Ramiz Rama jako ojciec Mikel
- Gent Gazheli jako Zenel
- Paskualina Gruda jako siostra
- Ndrek Luca jako Filip
- Bep Shiroka jako starzec
- Rabie Hyka jako Despina
- Viktor Bruçeti jako inspektor
- Tonin Ujka jako Prifti
- Eduard Makri jako bezrobotny
- Nefail Piraniqi jako Zef
- Gjon Karma jako podprefekt
- Adrian Devolli jako Luli
- Bruno Shllaku jako Ndue Pali
- Luixhina Leka jako siostra Migjeniego
- Agron Dizdari jako Avni
- Esat Kola jako robotnik
- Salvador Gjeçi jako Ilia